# Museo Arqueológico de Braurón
El Museo Arqueológico de Braurón es un museo de Grecia próximo al sitio arqueológico del santuario de Braurón, ubicado en la región del Ática. 
Este museo arqueológico fue construido en 1962 e inaugurado en 1969. Posteriormente se ha reformado el edificio para modernizarlo y se ha reelaborado la estructura de la exposición entre 2007 y 2009.

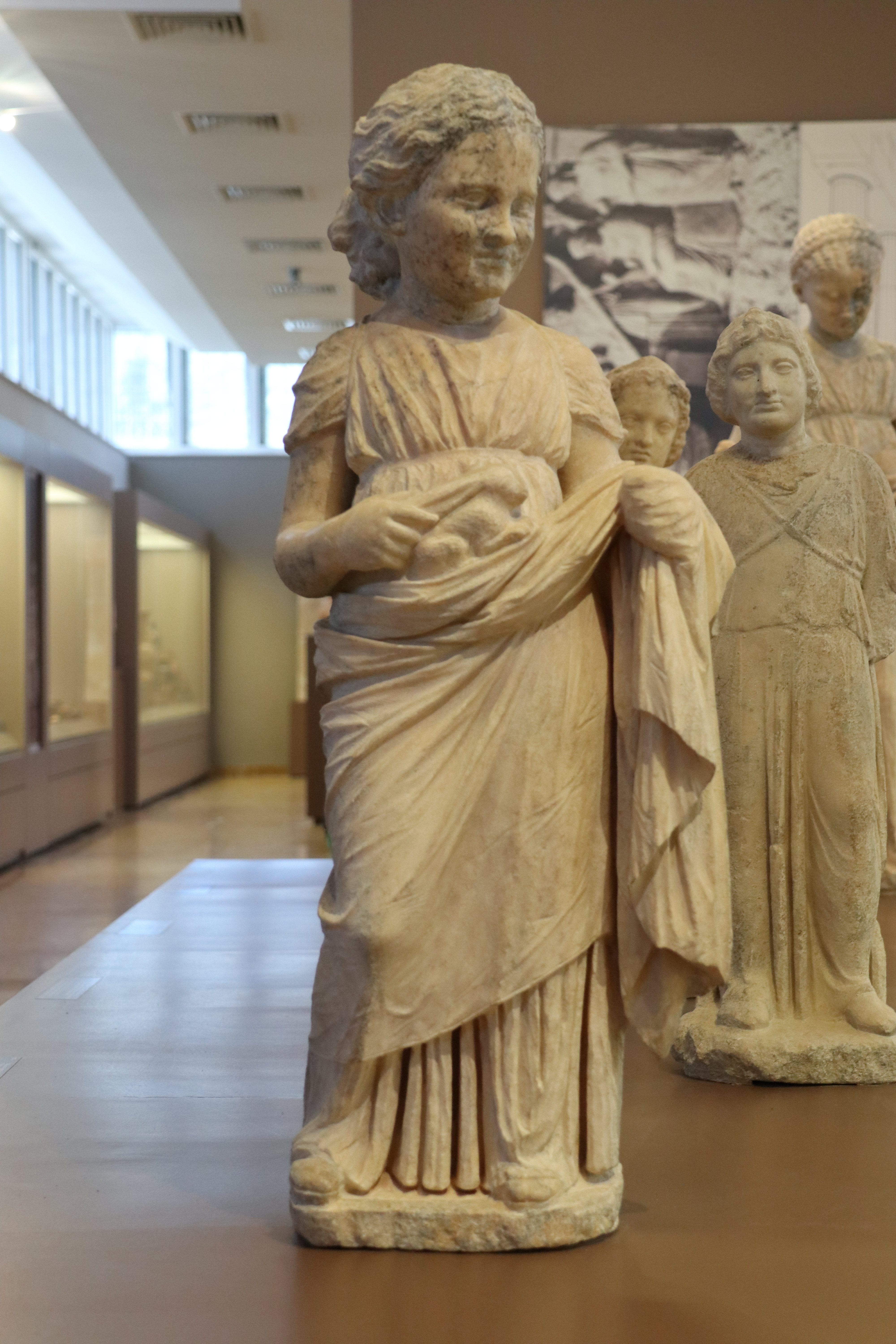
Estatua de una niña con una liebre (hacia 320 a. C.)

## Colecciones
El museo contiene una colección de objetos procedentes del sitio arqueológico del santuario de Artemisa de Braurón y de otros lugares del área de Mesogea que permiten exponer su historia, sus tradiciones y su riqueza monumental. La exposición se distribuye entre una antesala, cinco salas y un patio. El museo posee talleres de mantenimiento y otras salas de almacenamiento.

Las salas de exposición
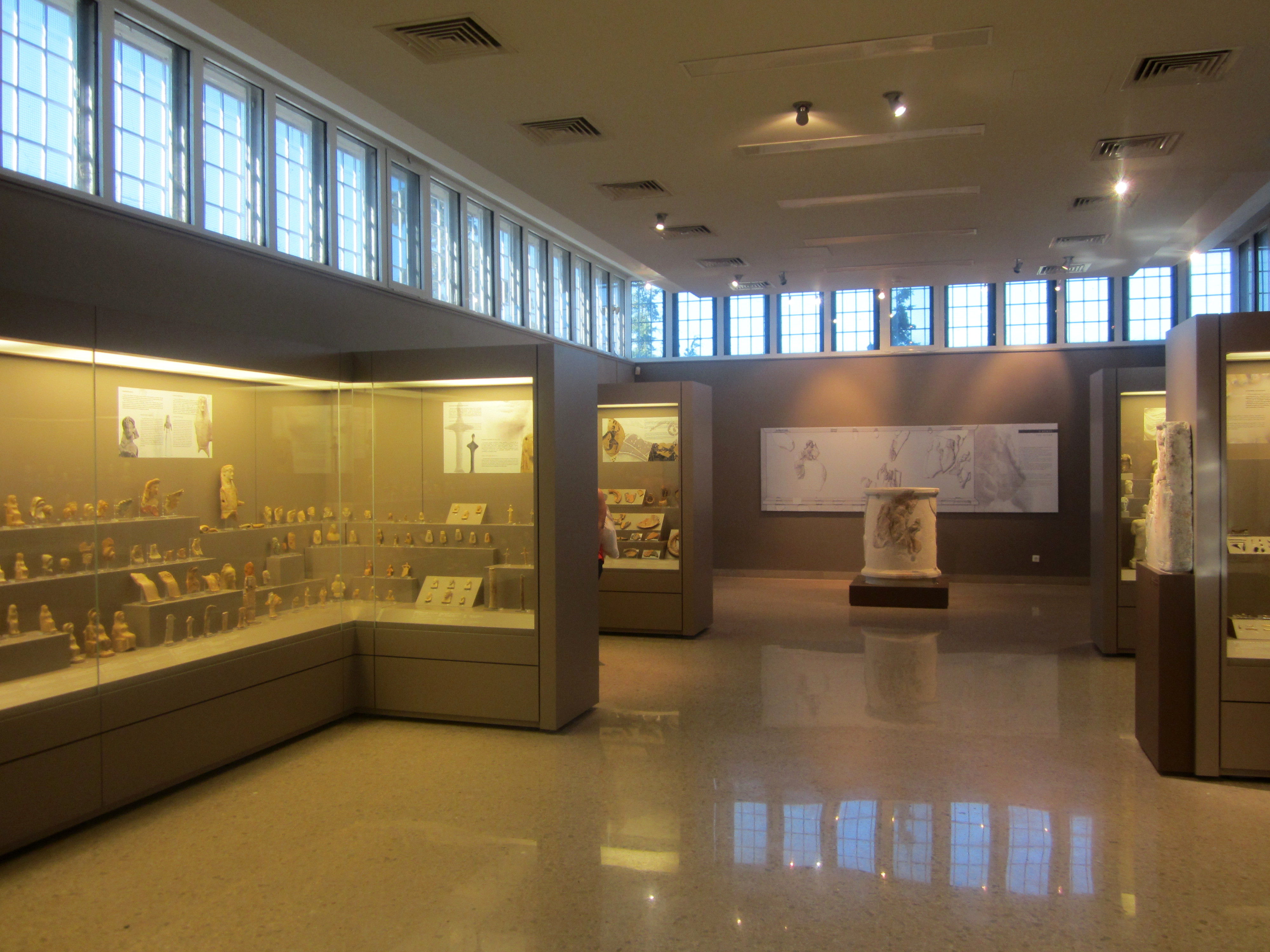
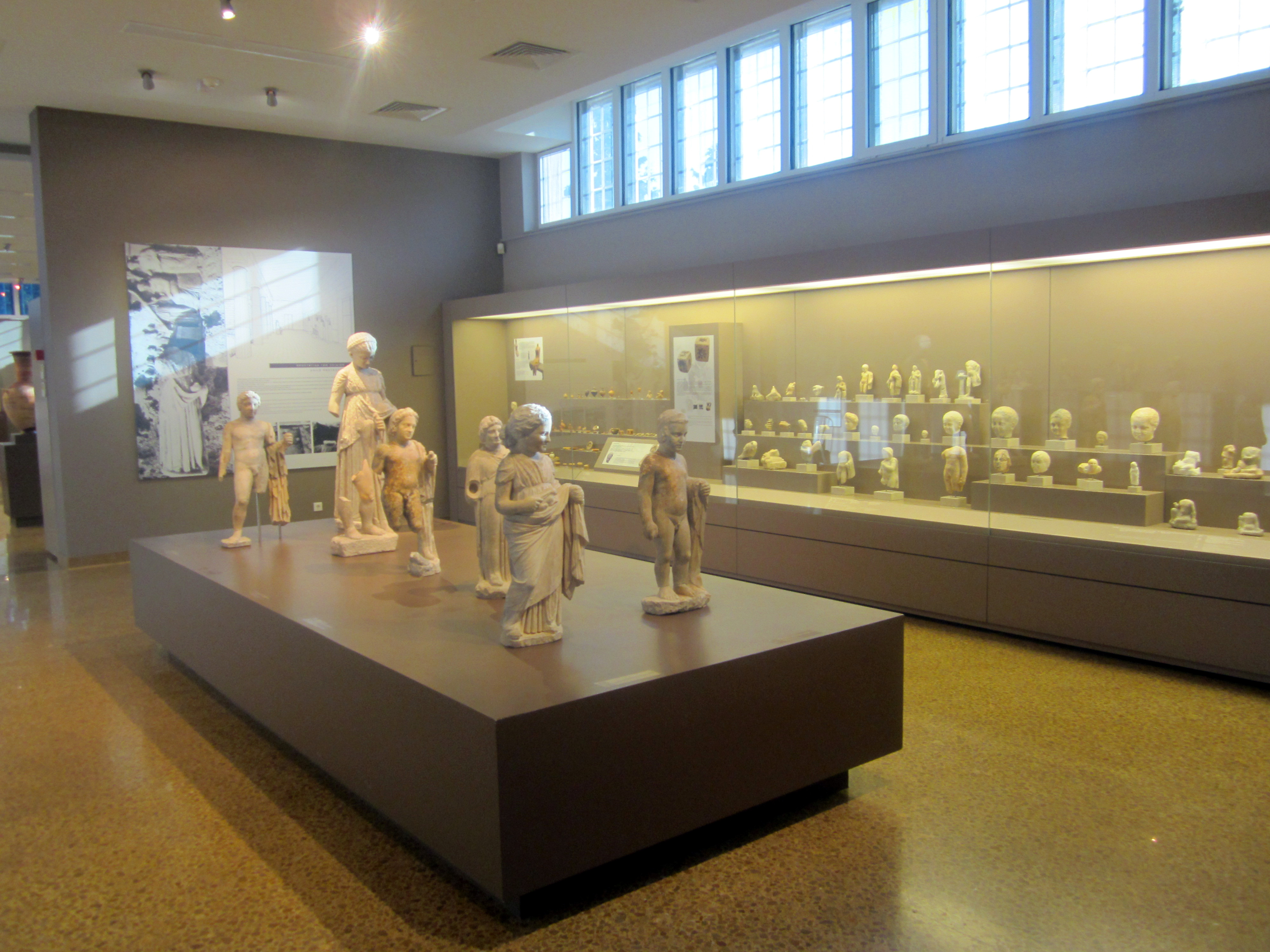

### Secciones

#### Antesala
En la antesala del museo se expone la historia de las excavaciones en el área y la restauración de la estoa del santuario.

#### Sala 1
La sala 1 presenta la historia del área desde la prehistoria hasta la creación del demo de Filedes, que fue el lugar donde se asentó el santuario. Los hallazgos prehistóricos incluyen piezas del neolítico y de la Edad del Bronce procedentes de asentamientos hallados en Pusi Kaloyeri, la torre de Braurón, una colina costera de Braurón y de la necrópolis micénica de Laputsi. Por otra parte, la sección de la exposición correspondiente a los orígenes del demo de Filedes exponen las características del santuario arcaico, de las necrópolis de la época, del templo construido en el siglo V a. C. y de sus monumentos aledaños. También se exponen piezas procedentes del demo de Halas Arafenides como el templo de Artemisa Taurópola, entre otros.     

#### Sala 2

Relieves de mármol
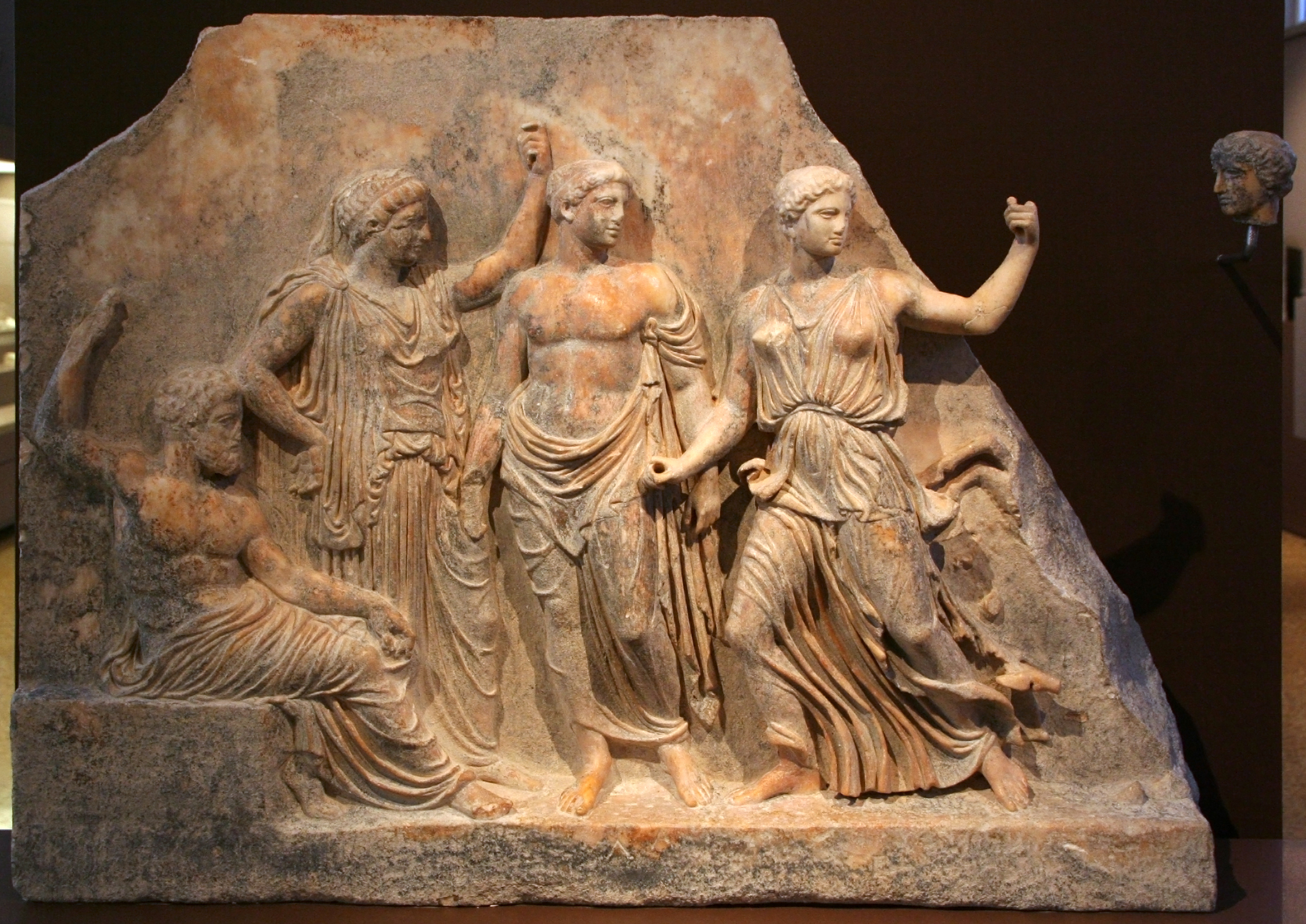
El "relieve de los dioses".
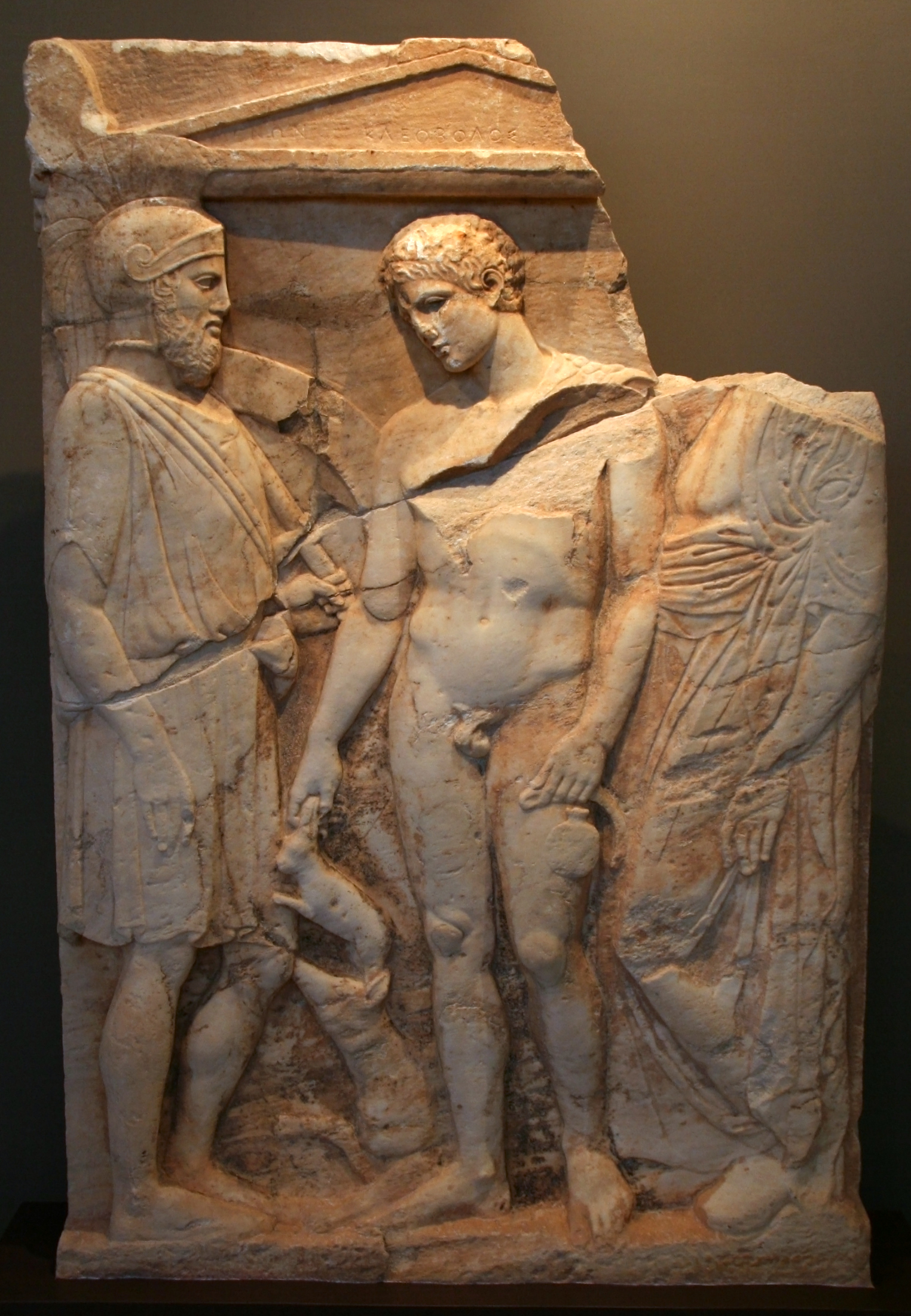
Estela funeraria.
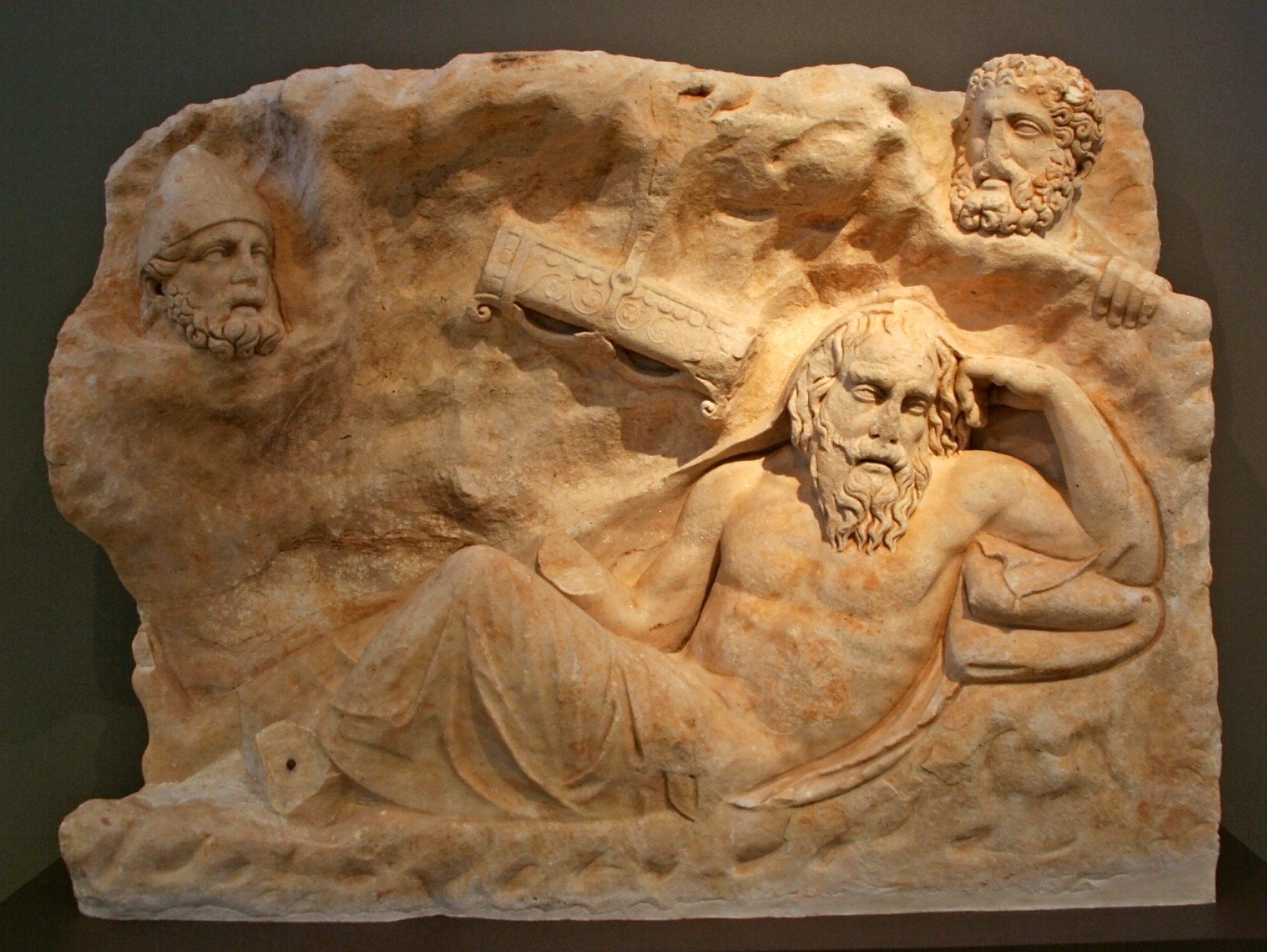
Filoctetes.

La sala 2 expone aspectos concretos del santuario de Artemisa de Braurón como sus orígenes y las peculiaridades de su culto. En esta sección son destacables diversos relieves. Uno de ellos, denominado «relieve de los dioses», ilustra el mito de la fundación del santuario. Otros relieves de época clásica representan procesiones de familias que se dirigían al santuario para presentar sus ofrendas. También destacan en esta sección diversas estatuillas votivas y piezas de cerámica que representan a Artemisa en sus diversos aspectos: como Hécate, como cazadora, como protectora de los animales y como Taurópola.

Oraciones y ofrendas familiares.
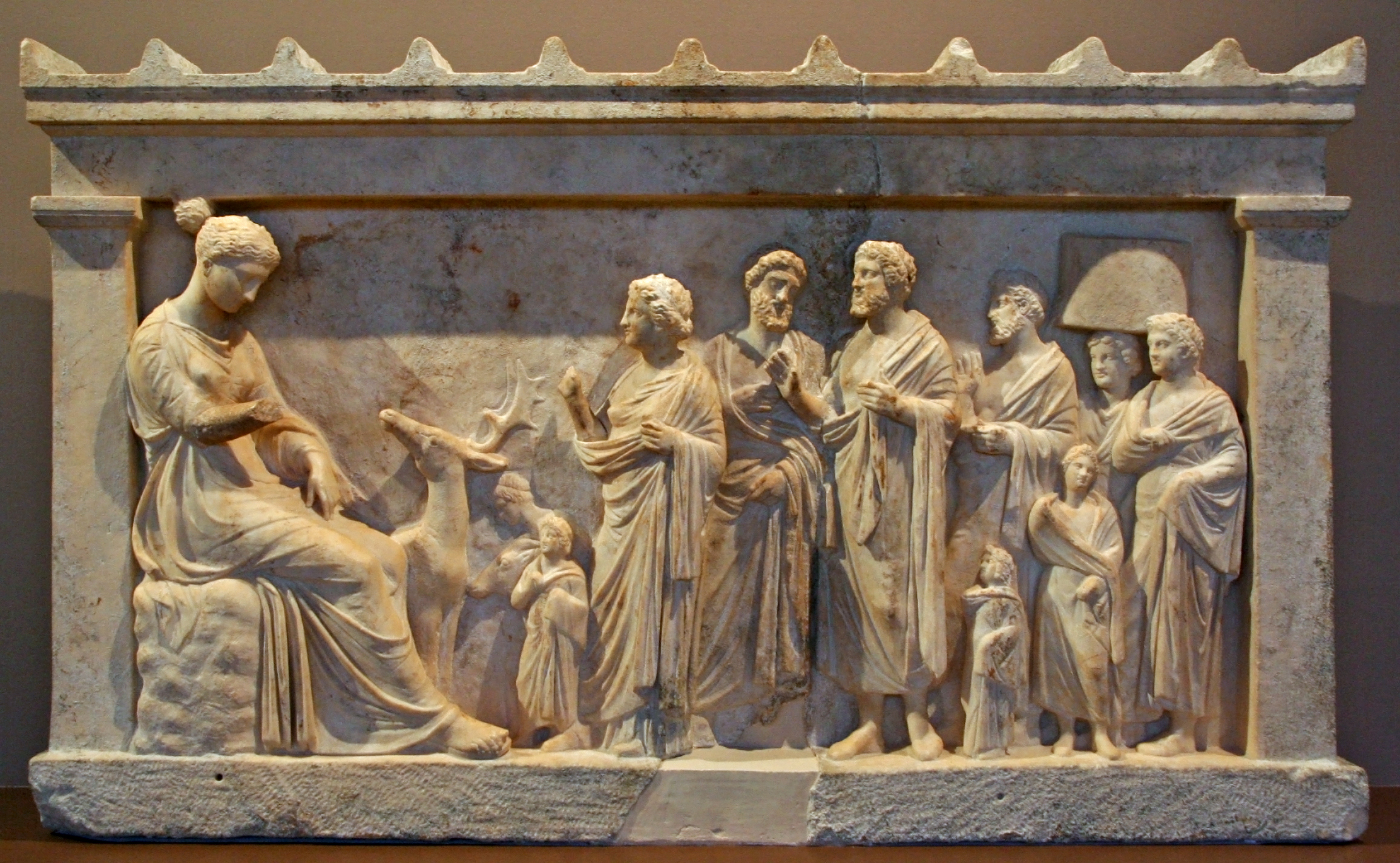
Relieve votivo de mediados del siglo IV a. C. Representa a Artemisa ante una familia que acude con un animal para el sacrificio.
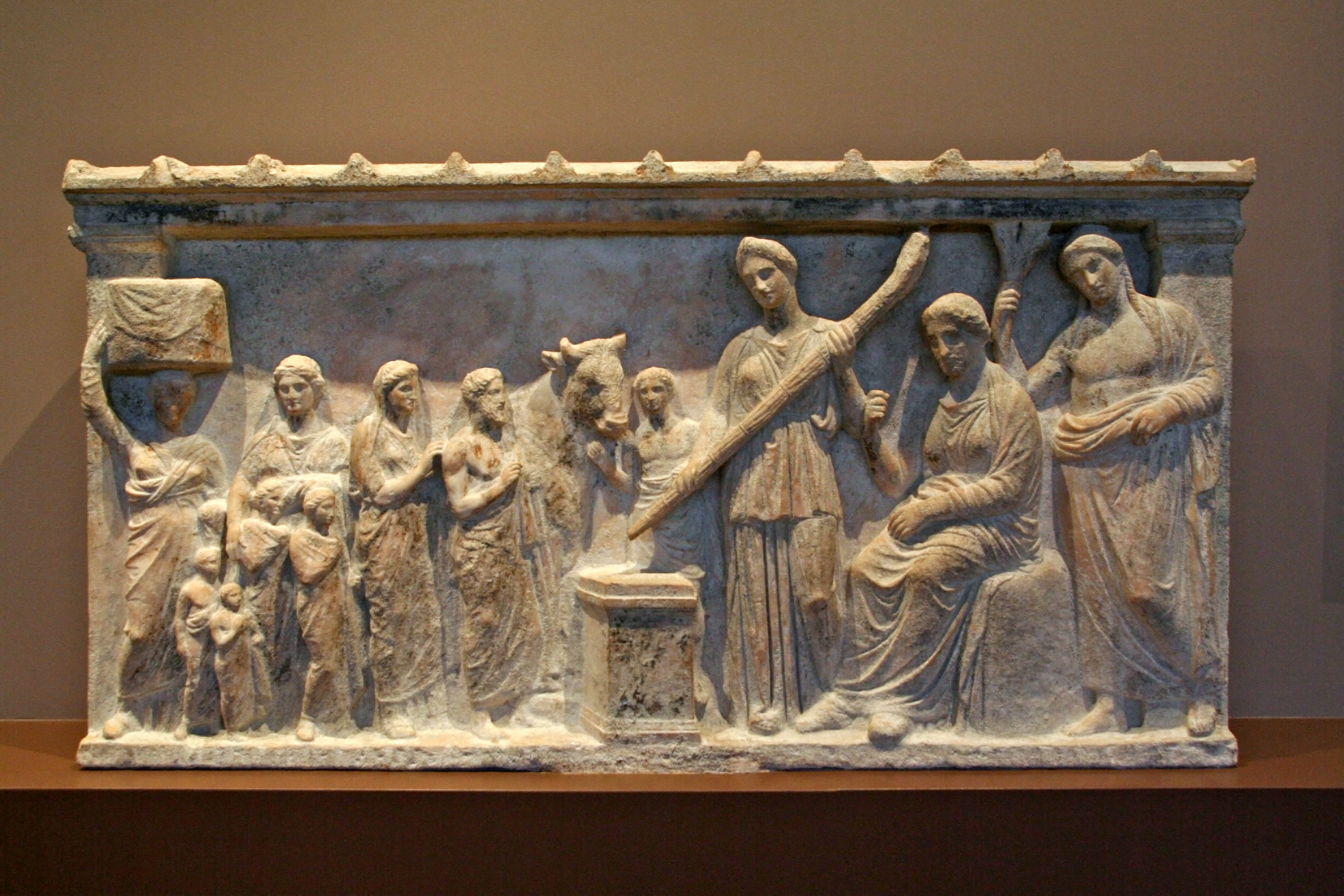
Relieve votivo de mediados del siglo IV a. C. con la ofrenda de una familia. En esta ocasión, los dioses representados son Artemisa, Apolo y Leto.
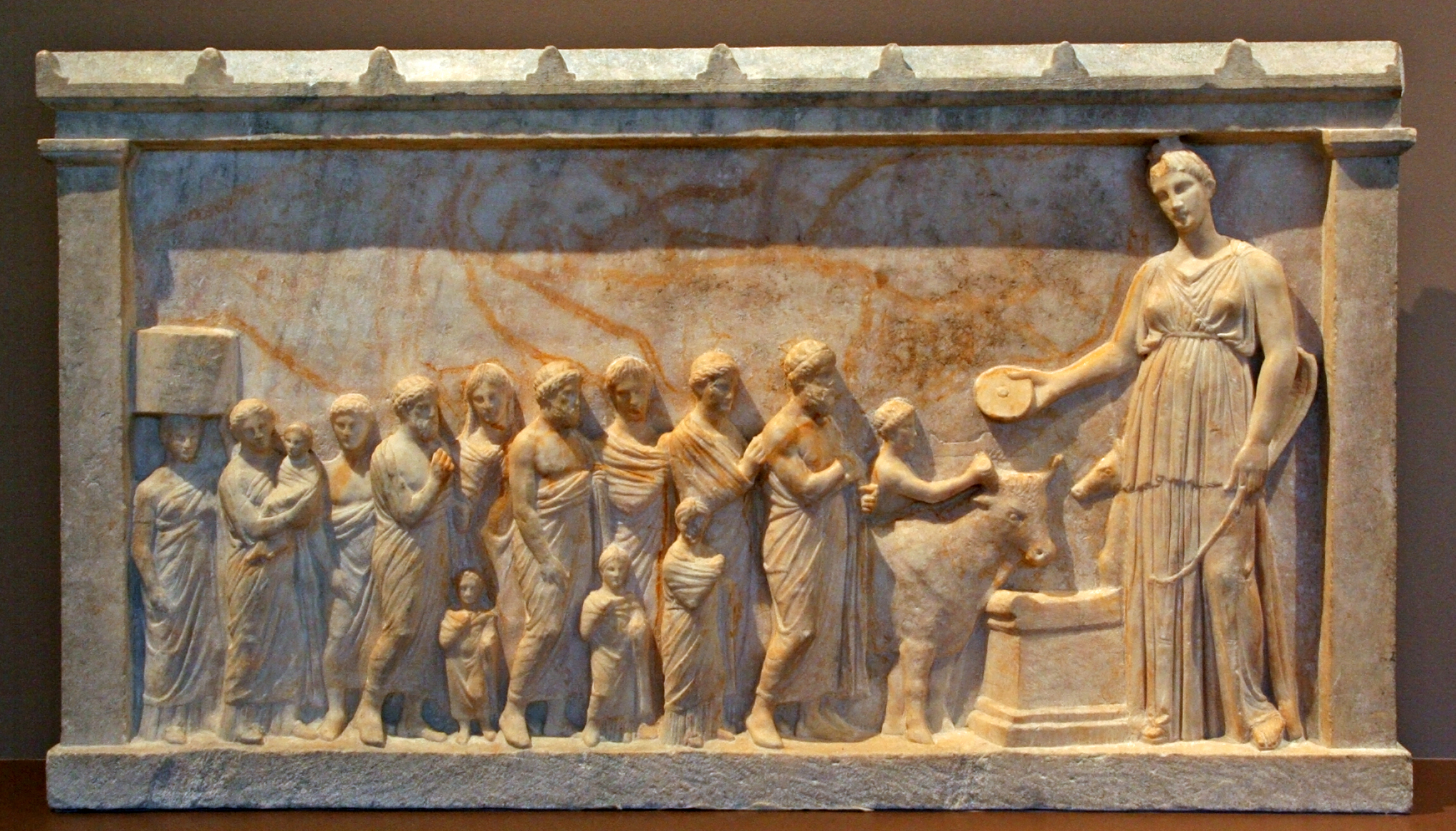
Ofrendas y sacrificios familiares.

#### Sala 3
La sala 3 está dedicada al aspecto de Artemisa como divinidad relacionada con el parto y con los niños. Se exponen estatuillas de niños que ofrendaban los padres para pedir a la diosa la protección de sus hijos y juguetes que eran presentados como ofrenda por los niños.

Relieves votivos de mármol
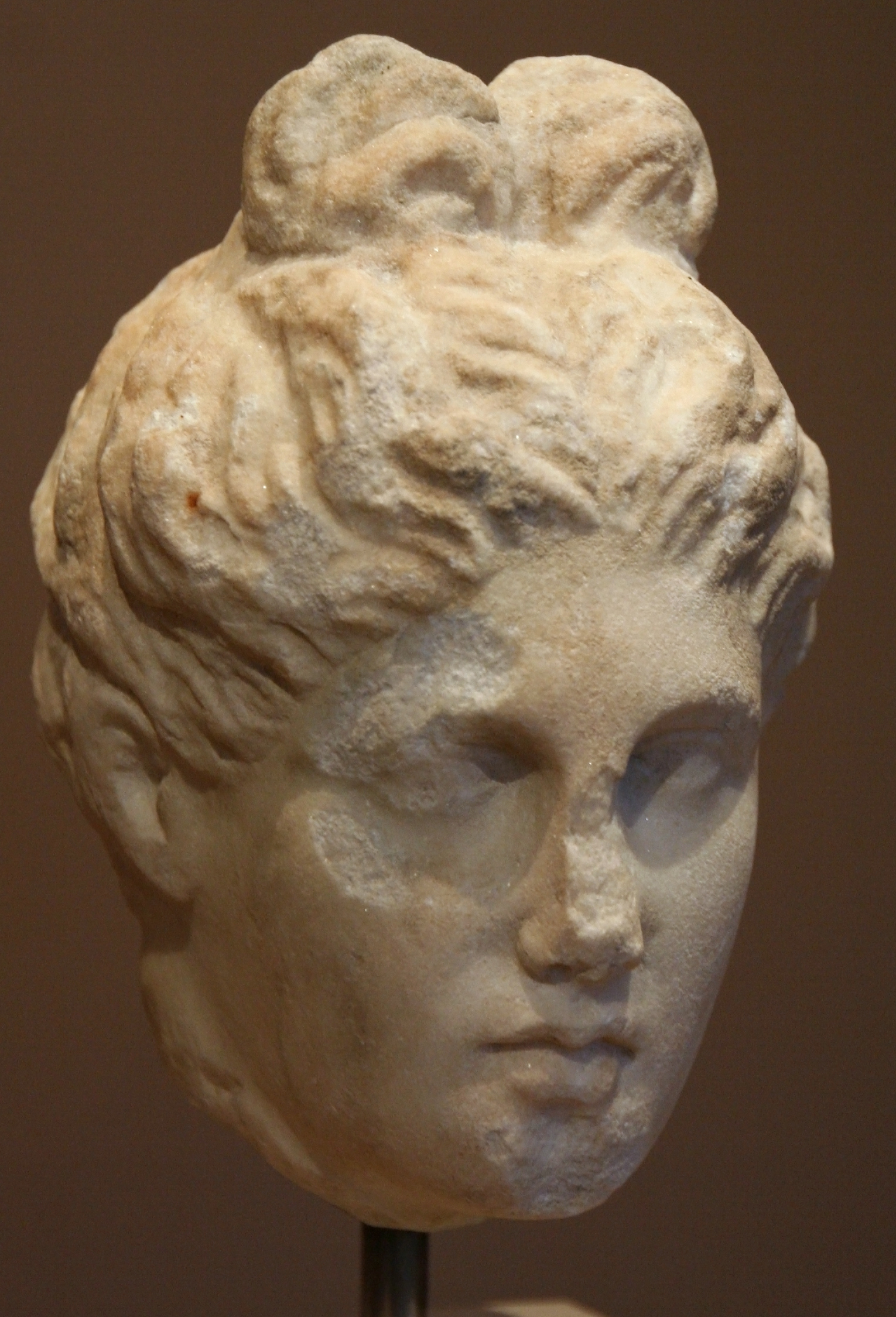
Cabeza de Artemisa
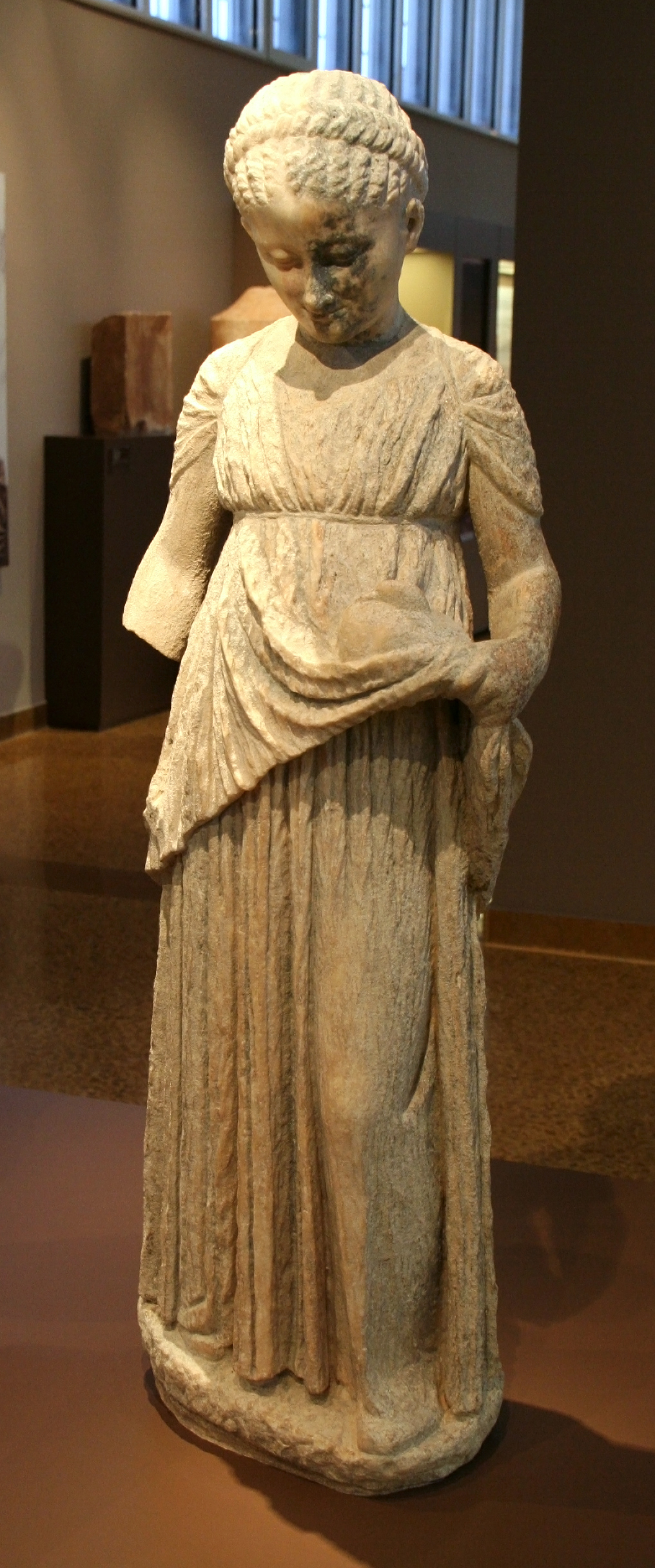
Estatua de una niña
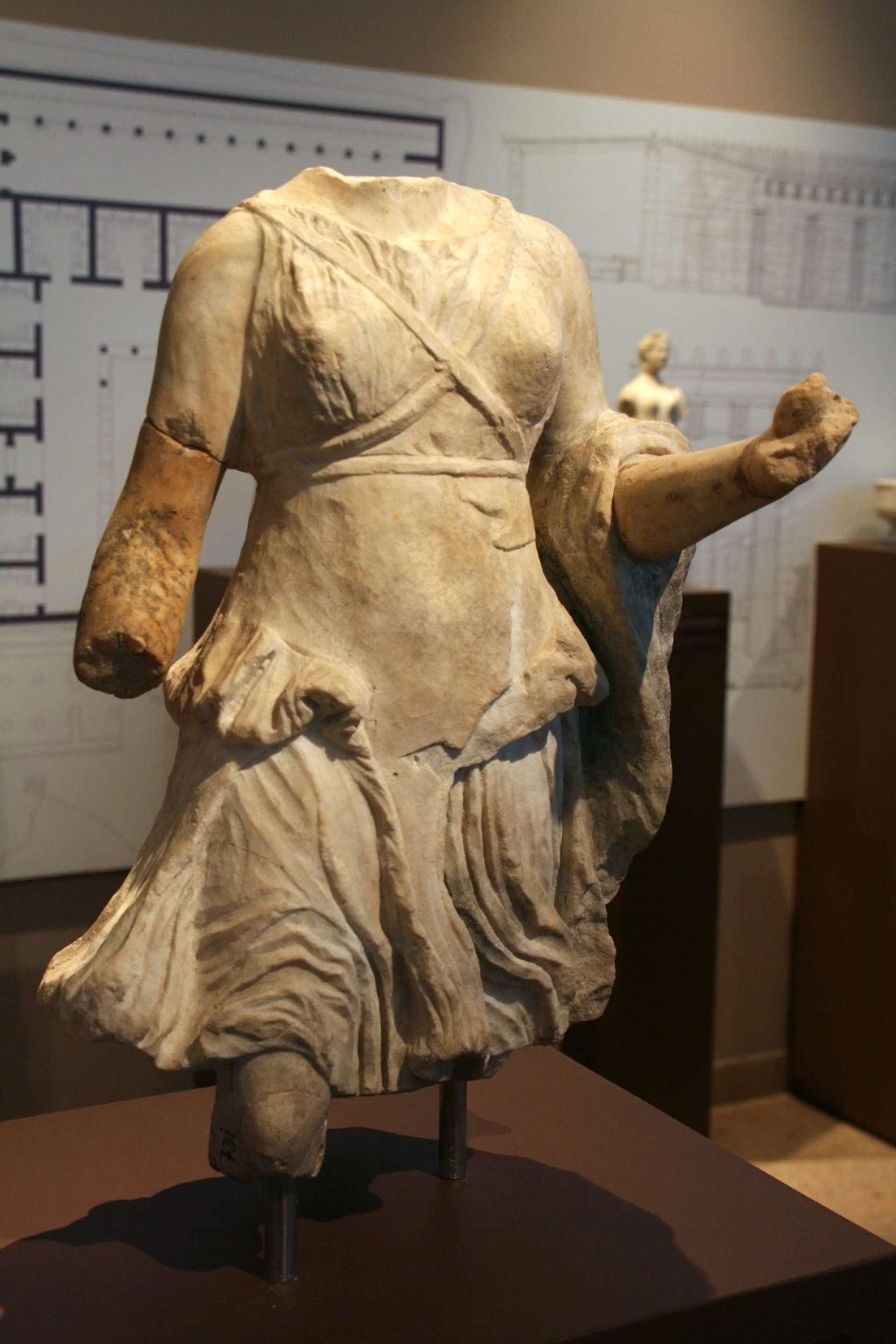
Estatua de Artemisa
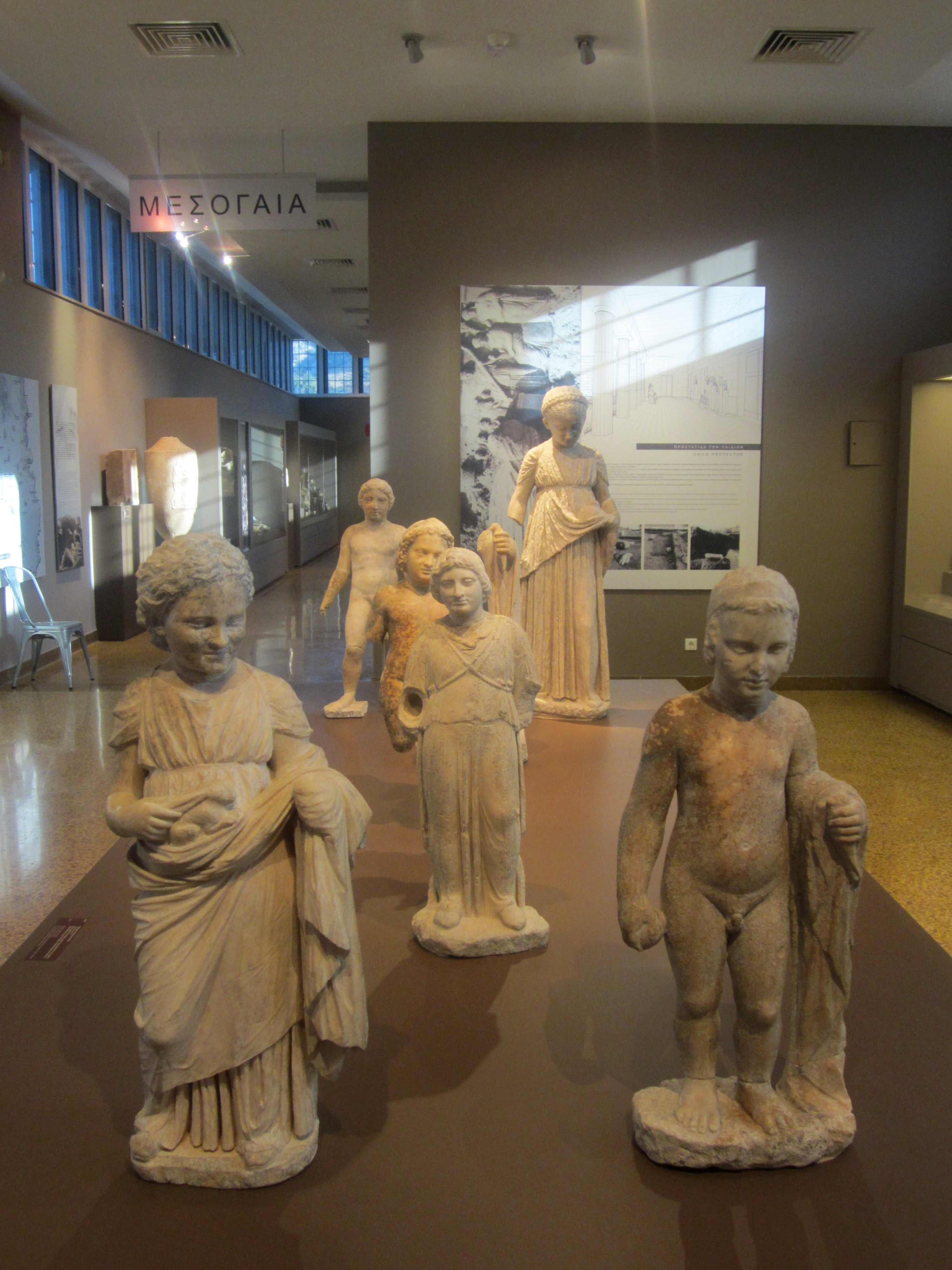
Estatuas de niños

#### Sala 4

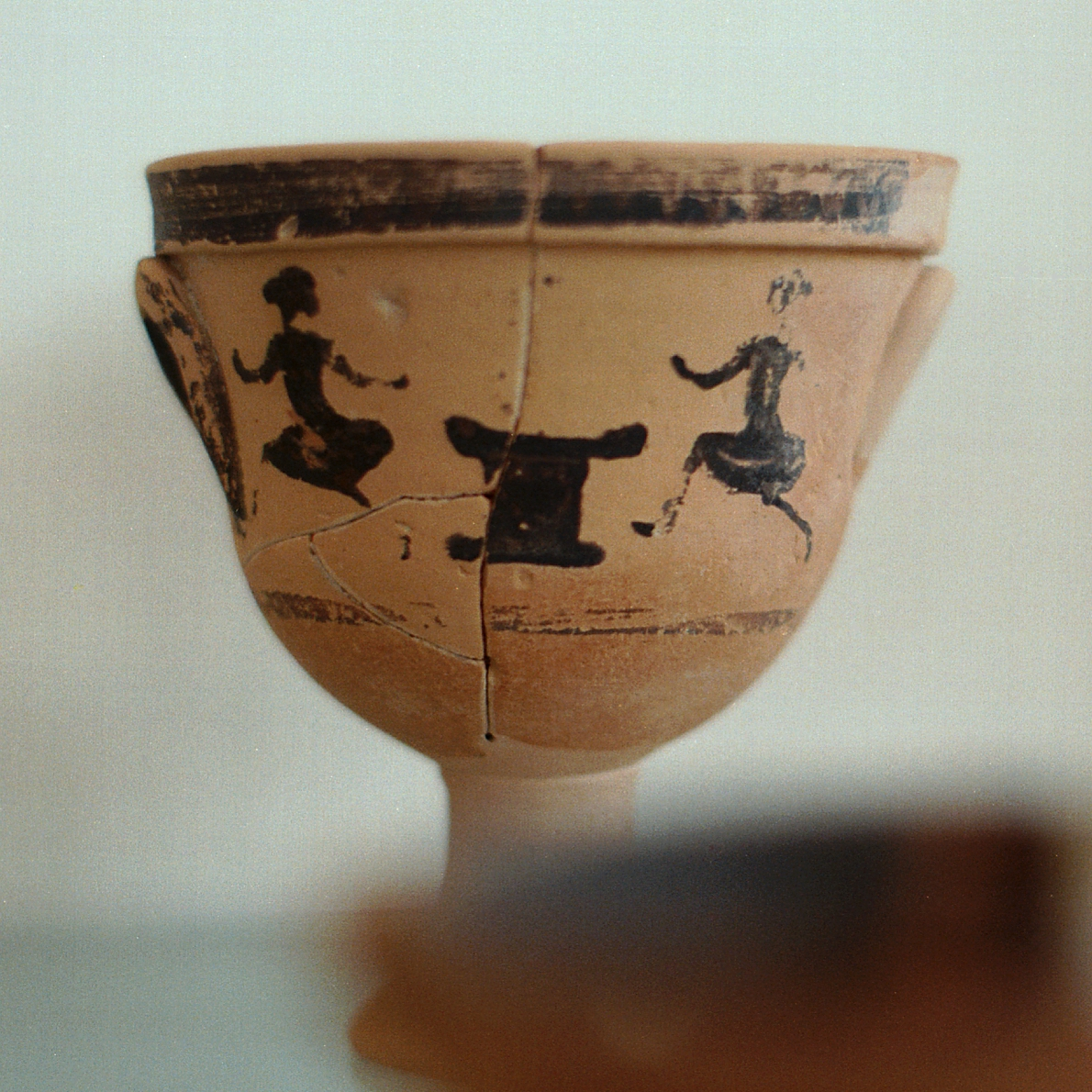
Recipiente de cerámica donde se representan niñas danzando en torno al altar de Artemisa (hacia 500 a. C.)

La sala 4 está a su vez dividida en varias subsecciones. Una de ellas está dedicada a las ofrendas de las mujeres a la diosa por el nacimiento de sus hijos o por su matrimonio. Entre estas hay numerosos objetos de cerámica destinados a contener perfumes o joyas; también hay espejos y joyas. Por otra parte, se exponen características de Artemisa como divinidad de la artesanía y los trabajos textiles, y como protectora de la vida familiar. En estas subsecciones se exponen relieves votivos relacionados con estos temas, estatuas, objetos relacionados con los tejidos y piezas de cerámica. En otro lugar del museo se encuentran algunas ofrendas de madera y un altar del mármol del siglo IV a. C. donde se representa la visita de Dioniso como invitado al santuario. También hay figurillas femeninas, piezas de cerámica antropomórficas, objetos de simposio y lámparas —algunas usadas como ofrendas y otras probablemente destinadas a iluminar el santuario. 

#### Sala 5
Por último, la sala 5 se dedica a los antiguos demos del área de Mesogea. Aquí se exponen hallazgos procedentes de Peania, Koropí, Lamptra, Oe, Mirrinunte, de la necrópolis micénica de Peratí y de otra necrópolis del periodo geométrico ubicada en Anavysos.